# Ruta 9 (Urugwaj)
Ruta 9, Coronel Leonardo Olivera – droga krajowa w Urugwaju. Jej patronem jest urugwajski bohater narodowy Coronel Leonardo Olivera. Posiada długość około 274 km i łączy ze sobą Montevideo i miasteczko Dr. Francisco Soca z miastem Chuy przy granicy z Brazylią.

## Kierunki, skrzyżowania
Droga numer 9 przebiega przez 3 departamenty oraz ma na swojej trasie skrzyżowania z 12 innymi drogami krajowymi:

### Departament Montevideo
- 0 km -Plaza de Cagancha, Montevideo[5]

### Departament Canelones
- 66 km -okolice Dr. Francisco Soca: odchodzi od Ruta 8 (początek drogi)
- 78 km -Ruta 78 (na południe do Cuchilla Alta)

### Departament Maldonado
- 89 km -Gregorio Aznárez
- 94 km -okolice Solís: Ruta Interbalnearia
- 104/105 km -Ruta 37 (na południe do Piriápolis)
- 106 km -Pan De Azúcar: Ruta 60 (na północ do Minas)
- 126 km -Ruta 12 (na południe Punta Ballena)
- 137 km -Ruta 34 (na północ do Aiguá, na południe do San Carlos)
- 144 km -Ruta 104 (na południowy zachód do Manatiales)
- 161 km -Camino Sainz Martinez: na południe do Faro José Ignacio

### Departament Rocha
- 208/210 km -Rocha: Ruta 109 (na północny zachód do Aiguá) oraz Ruta 15 (na południowy wschód do La Paloma)
- 236 km -19 de Abril
- 265 km -Castillos: Ruta 16 (na północ do Ruta 14, na południowy wschód do Aguas Dulces)
- 281 km -La Esmeralda
- 299 km -droga do Punta del Diablo
- 302/304 km -Park Narodowy Santa Teresa
- 312 km -Ruta 14 (na zachód i północny zachód do Lascano i José Pedro Varela)
- 315 km -La Coronilla
- 340 km -Chuy: Ruta 19 (na wschód do Fuerte San Miguel, 18 de Julio i Ruta 15). Granica z Brazylią